# Alois Haas (Chemiker)
Alois Haas (* 3. Januar 1932 in Czernowitz, Bukowina, Rumänien; † 31. März 2023) war ein deutscher Professor für anorganische Chemie der Ruhr-Universität Bochum. Sein Forschungsschwerpunkt war die Perfluororganoelementchemie (Perfluorhalogen-Verbindungen; Chemie der Hauptgruppenelemente; Fluorchemie; Chalkogen-Stickstoff-Heterocyclen).

## Leben

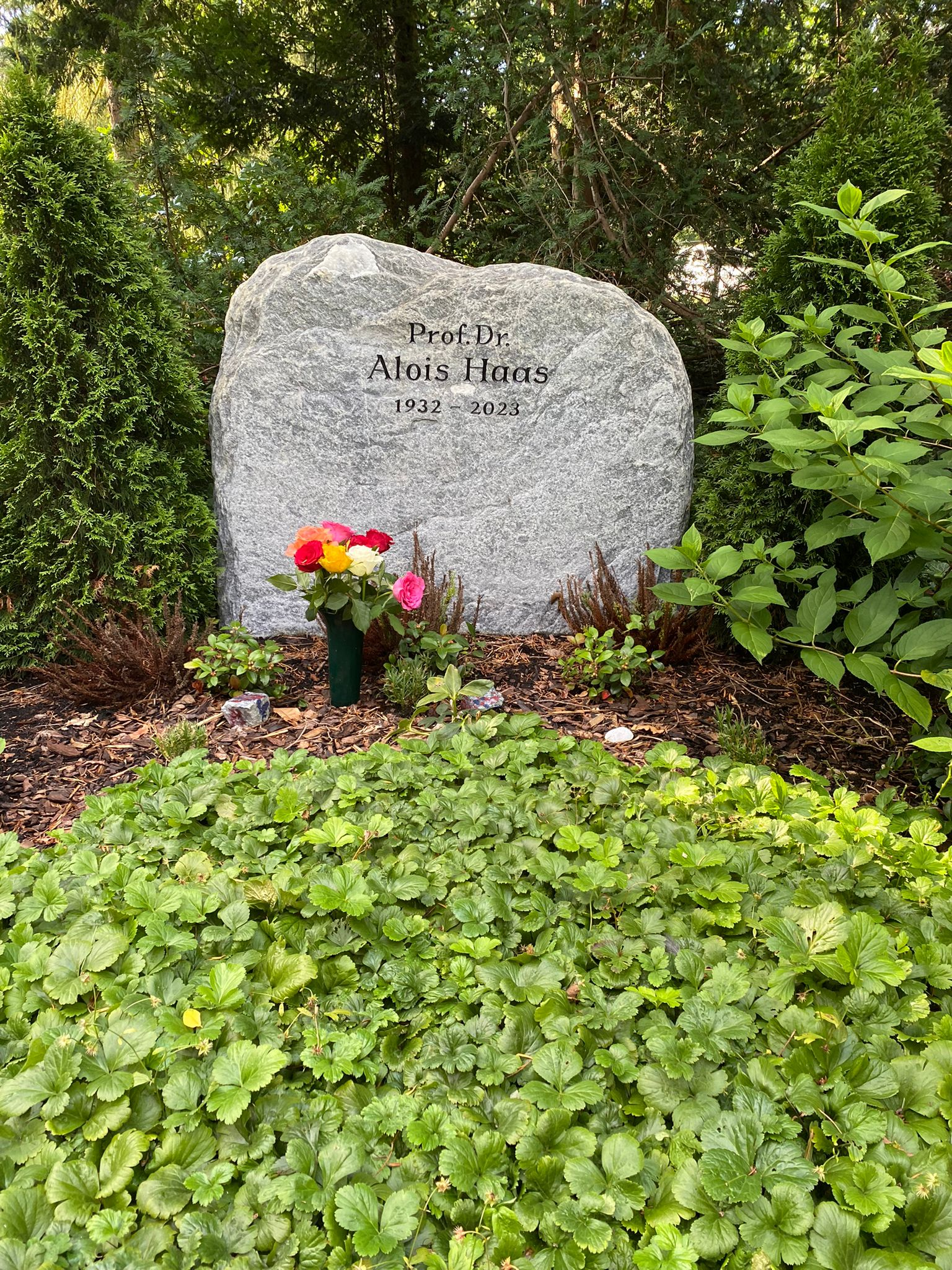
Grabstätte auf dem Waldfriedhof Dahlem

Haas studierte Chemie in Aachen und promovierte dort 1960 bei Martin Schmeißer. Anschließend ging er, gefördert durch die Studienstiftung des deutschen Volkes, für einen 2-jährigen Forschungsaufenthalt an die University of Cambridge (UK), den er 1963 mit der Erlangung des Dr. phil. bei Harry Emeléus abschloss. 1965 habilitierte er sich bei Oskar Glemser in Göttingen. 1968 erhielt Haas einen Ruf als ordentlicher Professor an die Ruhr-Universität Bochum und besetzte dort den Lehrstuhl für Anorganische Chemie II bis zu seiner Emeritierung. 1974 wurde er zum Doctor of Science der University of Cambridge. Ab 1975 war er außerdem Auswärtiges Wissenschaftliches Mitglied des Gmelin-Instituts für anorganische Chemie und Grenzgebiete der Max-Planck-Gesellschaft in Frankfurt/Main. 1984 wurde er zum Honorarprofessor der Tongji-Universität Shanghai/China ernannt. 1989 erhielt er die Ehrendoktorwürde der Jagiellonen-Universität Kraków/Polen. 1997 wurde er zum Auswärtigen Wissenschaftlichen Mitglied des Max-Planck-Instituts für Kohlenforschung in Mülheim/Ruhr ernannt. Kurz darauf erhielt er 1998 den Ehrendoktortitel der Russischen Akademie der Wissenschaften/Novosibirsk. Er lebte mit seiner Ehefrau in der Nähe von Berlin. Sie hatten zwei Kinder.
Seine letzte Ruhestätte fand Alois Haas auf dem Waldfriedhof Dahlem.